# سوسیتنا نورث، آلاسکا
سوسیتنا نورث (به انگلیسی: Susitna North) شهری در بخش ماتانوسکا-سوسیتنا ایالت آلاسکا است که جمعیت آن در سرشماری سال ۲۰۰۰ میلادی ۹۵۶ نفر بوده‌است.